# Parafia Chrystusa Króla w Złojcu
Parafia Chrystusa Króla w Złojcu – parafia rzymskokatolicka z siedzibą w Złojcu, znajdująca się w dekanacie Sitaniec, w diecezji zamojsko-lubaczowskiej. 
Parafia została erygowana w dniu 13 kwietnia 1983 dekretem ówczesnego biskupa lubelskiego Bolesława Pylaka.
Do parafii należą wierni z następujących miejscowości: Krzak, Wólka Nieliska, Wólka Złojecka, Zarudzie, Złojec.